# Новогодний аттракцион-1 (сингл)
«Нового́дний аттракцио́н-1» — 14-й сингл Аллы Пугачёвой. Был выпущен в 1983 году в СССР фирмой «Мелодия». Сингл составили песни, записанные Пугачёвой в 1982 году для второго выпуска праздничной телепрограммы «Новогодний аттракцион». На первой стороне пластинки расположены песни «Чудеса» и «Кабриолет», не вошедшие больше ни в один сольный релиз Пугачёвой. На второй стороне расположена первая студийная версия песни «Канатоходка», которая в 1983 году была выпущена ещё на одном сингле певицы — «Цыганский хор», затем была включена в зарубежные компиляции Пугачёвой, выпущенные в Японии и Финляндии, а в 1985 году была издана в 6-м студийном альбоме Пугачёвой «Ах, как хочется жить».

## О сингле
В 1981 году Алла Пугачёва приняла участие в съёмках новой на советском телевидении праздничной телепрограммы «Новогодний аттракцион», в которой звёзды эстрады и кино выступали в цирке в непривычных для себя амплуа. Сама Пугачёва стала ассистенткой фокусника Игоря Кио, а также исполнила несколько новых песен. Режиссёром программы стал Евгений Гинзбург, снявший в 1970-х годах знаменитую серию телевизионных «Бенефисов» с участием известных киноактёров и киноактрис. После премьерного показа «Новогоднего аттракциона», состоявшегося 2 января 1982 года по Первой программе ЦТ, в журнале «Телевидение и радиовещание» была опубликована положительная рецензия на программу, а в редакцию музыкальных программ Центрального телевидения стало приходить множество писем с просьбами снять ещё один выпуск к следующему Новому году.
Съёмки второго выпуска «Новогоднего аттракциона» состоялись в сентябре 1982 года. Пугачёва вновь выступила соведущей программы вместе с Игорем Кио и исполнила там 6 новых песен: «Чудеса» (дуэт с Игорем Кио), «Кабриолет» (дуэт с Игорем Кио), «Рассвет-закат» (дуэт с Александром Абдуловым; прозвучала за кадром) «Поздно» (дуэт с Валерием Леонтьевым), «Канатоходка» и «Миллион роз». Премьера второго выпуска состоялась 2 января 1983 года по Первой программе ЦТ. Песня «Миллион роз» в исполнении Пугачёвой стала очень популярной в 1983 году и по сей день является одной из самых известных песен в репертуаре певицы. Невероятный зрительский успех второго «Новогоднего аттракциона» способствовал тому, что было принято решение не только снимать третий, но и выпустить серию гибких пластинок с песнями, прозвучавшими во втором выпуске.
Серия из четырёх пластинок была выпущена в 1983 году. Первая пластинка из этой серии состояла исключительно из песен в исполнении Пугачёвой: «Чудеса», «Кабриолет» и «Канатоходка». Остальные пластинки серии были сборные. В сборную пластинку «Новогодний аттракцион-4» вошёл дуэт Пугачёвой и Леонтьева «Поздно». Песня «Миллион роз» не была выпущена в серии, поскольку до этого в декабре 1982 года уже была издана в журнале «Кругозор» № 12, а также в одноимённом сольном сингле Пугачёвой. Песня «Рассвет-закат» также не вошла в серию, но фрагментарно была издана в журнале «Кругозор» № 2 в 1983 году.

### «Чудеса» и «Кабриолет»
Обе песни были записаны в сентябре 1982 года специально для второго выпуска программы «Новогодний аттракцион». Эти песни не издавались больше ни на одном сольном релизе певицы и даже не вошли в «Коллекцию» из 13 CD-дисков, выпущенную в 1996 году. Фрагментарно они были выпущены в журнале «Кругозор» № 2 в 1983 году.

### «Канатоходка»
Песня была записана в сентябре 1982 года. В 1983 году эта студийная версия вошла сразу в два сингла певицы — «Новогодний аттракцион-1» и «Цыганский хор», а также была фрагментарно издана в журнале «Кругозор» № 2 в 1983 году. В том же году эта студийная версия была включена в компиляцию «Миллион роз», изданную в Японии лейблом «Victor» (переиздание в 1988 году на CD). В 1985 году она вошла во вторую часть компиляции «Soviet Superstar. Greatest Hits», выпущенную в Финляндии лейблом «World Record Music». Также в 1985 году песня была издана в 6-м студийном альбоме Пугачёвой «Ах, как хочется жить» (в СССР альбом был выпущен только на магнитофонных кассетах, официальная пластинка вышла в Болгарии).
В 1984 году Пугачёва заново записала «Канатоходку» для кинофильма «Пришла и говорю». Эта версия была издана в 1996 году в «Коллекции» Пугачёвой, состоящей из 13 CD-дисков (вошла в 4-й диск «Только в кино»).
В 1984 году также состоялась премьера концертной программы «Пришла и говорю» певицы, куда она включила эту песню. В сольном концертном репертуаре Пугачёвой песня находилась в 1984—1985 годах, затем певица исключила её из своих концертов. В 1998 году Пугачёва некоторое время исполняла песню в концертной программе «Избранное».

## Список композиций
| №                   | Название                        | Текст песни         | Музыка              | Длительность |
| ------------------- | ------------------------------- | ------------------- | ------------------- | ------------ |
| 1.                  | «Чудеса» (дуэт с Игорем Кио)    | Борис Пургалин      | Георгий Гаранян     | 3:41         |
| 2.                  | «Кабриолет» (дуэт с Игорем Кио) | Борис Пургалин      | Владимир Давыденко  | 1:05         |
| Общая длительность: | Общая длительность:             | Общая длительность: | Общая длительность: | 4:46         |

| №                   | Название            | Текст песни         | Музыка              | Длительность |
| ------------------- | ------------------- | ------------------- | ------------------- | ------------ |
| 3.                  | «Канатоходка»       | Илья Резник         | Алла Пугачёва       | 5:52         |
| Общая длительность: | Общая длительность: | Общая длительность: | Общая длительность: | 5:52         |

## Участники записи

### Музыканты
| Основной вокал: | Алла Пугачёва                                                    | 1—3  |
| Основной вокал: | Игорь Кио                                                        | 1, 2 |
| Аккомпанемент:  | Инструментальный ансамбль «Мелодия», руководитель Борис Фрумкин  | 1, 2 |
| Аккомпанемент:  | Инструментальный ансамбль «Рецитал», руководитель Александр Юдов | 3    |

### Технический персонал
- Звукорежиссёр — Владимир Виноградов (3)*
- Редактор — Владимир Рыжиков

* — на конверте не указан